# Galway Girl
„Galway Girl” – singel brytyjskiego piosenkarza Eda Sheerana. Twórcami tekstu utworu są Ed Sheeran, Amy Wadge, Damian McKee, Eamon Murray, Johnny McDaid, Liam Bradley, Niamh Dunne, Sean Graham oraz Foy Vance, natomiast jego produkcją zajęli się Ed Sheeran i Mike Elizondo. Singel został wydany 17 marca 2017 jako trzeci utwór promujący album ÷.

## Teledysk
17 marca 2017 roku na kanale Vevo artysty ukazało się lyric wideo. Oficjalny teledysk został nakręcony przez Sheerana 11 kwietnia 2017 roku w irlandzkim mieście Galway. W wideo wystąpiła irlandzka aktorka Saoirse Ronan. Premiera obrazu odbyła się 3 maja 2017 roku.

## Track lista i formaty singla
Digital download
- „Galway Girl” – 2:50

Digital download – Martin Jensen remix
- „Galway Girl” (Martin Jensen remix) – 3:16

## Notowania i certyfikaty
| Lista przebojów (2017)                        | Najwyższa pozycja |
| --------------------------------------------- | ----------------- |
| Australia (Top 50 Singles)                    | 2                 |
| Austria (Ö3 Austria Top 40)                   | 6                 |
| Belgia (Ultratop 50 Singles, Flandria)        | 4                 |
| Belgia (Ultratop 50 Singles, Walonia)         | 33                |
| Czechy (Singles Digitál Top 100)              | 4                 |
| Dania (Track Top-40)                          | 2                 |
| Finlandia (Suomen virallinen lista – Singlet) | 9                 |
| Francja (SNEP)                                | 35                |
| Hiszpania (PROMUSICAE)                        | 37                |
| Holandia (Single Top 100)                     | 6                 |
| Irlandia (Singles Chart)                      | 1                 |
| Islandia (RÚV)                                | 1                 |
| Kanada (Billboard Canadian Hot 100)           | 16                |
| Niemcy (Media Control Charts)                 | 5                 |
| Norwegia (VG-Lista)                           | 4                 |
| Nowa Zelandia (Recorded Music NZ)             | 3                 |
| Polska (AirPlay – Top)                        | 5                 |
| Portugalia (AFP)                              | 11                |
| Rosja Airplay (Tophit)                        | 95                |
| Słowacja (Singles Digitál Top 100)            | 6                 |
| Słowenia (SloTop50)                           | 44                |
| Stany Zjednoczone (Hot 100)                   | 53                |
| Szwajcaria (Singles Top 100)                  | 7                 |
| Szwecja (Sverigetopplistan)                   | 3                 |
| Węgry (Single (track) Top 40 lista)           | 19                |
| Wielka Brytania (UK Singles Chart)            | 2                 |
| Włochy (FIMI)                                 | 14                |

| Kraj                   | Certyfikat         | Sprzedaż |
| ---------------------- | ------------------ | -------- |
| Australia (ARIA)       | 2× platynowa płyta | 140 000+ |
| Dania (IFPI Denmark)   | platynowa płyta    | 30 000+  |
| Francja (SNEP)         | złota płyta        | 75 000+  |
| Hiszpania (PROMUSICAE) | złota płyta        | 20 000+  |
| Kanada (Music Canada)  | platynowa płyta    | 400 000+ |
| Niemcy (BVMI)          | złota płyta        | 200 000+ |
| Nowa Zelandia (RMNZ)   | platynowa płyta    | 30 000+  |
| Polska (ZPAV)          | diamentowa płyta   | 100 000+ |
| Szwajcaria (IFPI)      | platynowa płyta    | 30 000+  |
| Wielka Brytania (BPI)  | platynowa płyta    | 600 000+ |
| Włochy (FIMI)          | platynowa płyta    | 50 000+  |